# Celeirós (Sabrosa)
Celeirós do Douro es una freguesia portuguesa del concelho de Sabrosa, con 5,25 km² de superficie y 267 habitantes (2001). Su densidad de población es de 50,9 hab/km².